# 한칸굳힘
한칸굳힘은 굳힘 기법 중 하나다. 화점, 소목 등을 기점으로 한칸 건너뛰어 굳히는 것이다. 집을 차지할 때 날일자굳힘보다 허술하지만 세력을 넓히는 데는 유리하다.